# ۲۹ ژوئیه
۲۹ ژوئیه در تقویم گرگوری، دویست و دهمین (در سال‌های کبیسه دویست و یازدهمین) روز سال است. ۱۵۵ روز تا پایان سال باقی است و روز جهانی ببر است

## رویدادها
- ۵۸۷ پیش از میلاد - امپراتوری نئوبابلی، اورشلیم را غارت و معبد اول را ویران کرد.
- ۱۸۹۹ - کنوانسیون اول لاهه امضا شد.
- ۱۹۲۱ - آدولف هیتلر، رهبر حزب ملی کارگران سوسیالیست آلمان شد.
- ۱۹۵۷ - بنیانگذاری آژانس بین‌المللی انرژی اتمی.
- ۱۹۵۸ - بنیانگذاری اداره ملی هوانوردی و فضانوردی (ناسا) در آمریکا.
- ۱۹۸۰ - تصویب پرچم جدید ایران پس از انقلاب اسلامی.
- ۱۹۸۱ - پس از استیضاح، ابوالحسن بنی صدر به همراه مسعود رجوی به پاریس گریختند تا شورای ملی مقاومت ایران را تشکیل دهند.
- ۲۰۰۵ - کشف سیاره کوتوله اریس توسط ستاره شناسان.

## زادگان
- ۱۹۹۵ - رومی القحطانی، مدل سعودی. [۱]

## درگذشت‌ها
- ۱۱۸۴ - یوسف بن عبدالمؤمن، دومین پادشاه مُوَحّدانِ مغرب.
- ۱۸۵۴ - شهاب‌الدین آلوسی، فقیه شافعی و مفسر عراقی.
- ۱۸۵۶ - روبرت شومان، آهنگساز، موسیقیدان و نوازنده پیانو اهل آلمان.
- ۱۸۹۹ - ونسان ون گوگ، نقاش هلندی.
- ۱۹۰۰ - اومبرتوی یکم، پادشاه ايتاليا.
- ۱۹۷۴ - اریش کستنر، نویسنده
- ۱۹۸۳ - لوئیس بونوئل، کارگردان و فیلم‌ساز اسپانیایی.

## مناسبت‌ها
- «روز جهانی ببر»[۲]
- «بزرگداشت تولد بنیتو موسولینی دیکتاتور ایتالیا»